# Mixocera albimargo
Mixocera albimargo là một loài bướm đêm trong họ Geometridae.